# Liste von Schiffen mit dem Namen Etna
Den Namen Etna (deutsch: Ätna) erhielten mehrere Kriegsschiffe italienischer Marinen.

## Herkunft
Der Ätna (italienisch Etna) ist mit etwa 3323 Meter über dem Meeresspiegel der höchste und aktivste Vulkan Europas.

## Namensträger
| Bezeichnung | Schiffsart                         | Klasse / Typ | Baujahr | Bauwerft | Eigner          | Dienstzeit | Verbleib    |
| ----------- | ---------------------------------- | ------------ | ------- | -------- | --------------- | ---------- | ----------- |
| Etna        |                                    |              |         |          |                 |            |             |
| Etna        | Dampfkorvette                      |              |         |          | Regia Marina    | bis 1875   | abgebrochen |
| Etna        | Torpedokreuzer                     |              |         |          | Regia Marina    | bis 1920   |             |
| Etna        | Flugabwehrkreuzer                  |              |         |          | Regia Marina    |            |             |
| Etna        | Transportschiff (attack transport) |              | 1944    |          | Marina Militare | 1944–1977  |             |
| Etna        | Versorgungsschiff                  | Etna-Klasse  | 1997    |          | Marina Militare |            | im Dienst   |